# Synedoida alleni
Synedoida alleni là một loài bướm đêm trong họ Erebidae.